# Аміранашвілі Медея Петрівна
Медея Петрівна Аміранашвілі (нар. 10 жовтня 1930, с. Шорапані, СРСР — 2 грудня 2023), — радянська та грузинська оперна співачка (сопрано). Педагог. Народна артистка СРСР.

## Біографія
Народилась в селі Шорапані (зараз муніципалітет Зестафоні, Грузія) в сім'ї оперного співака Петра Аміранашвілі
Після закінчення у 1953 році Тбіліської консерваторії — солістка Грузинського театру опери та балету. З 1972 також викладала в Тбіліській консерваторії.
У 1991—2006 рр. художній керівник Кутаїського оперного театру.
Відомі партії в її виконанні: Маро («Даїсі» Захарія Паліашвілі), Чіо-Чіо-сан («Чіо-Чіо-сан» Пуччіні), Тетяна («Євгеній Онєгін» Чайковського).